# Vuelo 347 de Scandinavian Airlines System
El vuelo 347 de Scandinavian Airlines System fue un vuelo doméstico regular que, el 3 de noviembre de 1994, fue secuestrado poco después de despegar. El vuelo, desde el aeropuerto de Bardufoss vía Bodø Airport al aeropuerto de Oslo-Fornebu en Noruega, fue operado por un McDonnell Douglas MD-82 propiedad de Scandinavian Airlines System (SAS). El secuestrador fue Haris Keč, un bosnio que vivía en Noruega, quién reclamaba que las autoridades noruegas ayudasen a detener los atentados contra la humanidad en su país natal a consecuencia de la guerra de Bosnia. Nadie resultó herido en el accidente.
Keč secuestro el avión con 122 pasajeros y seis tripulantes durante el vuelo tras salir de Bardufoss. El avión aterrizó como tenía previsto en Bodø, donde todas las mujeres, niños y ancianos desembarcaron, junto con dos tripulantes. El avión partió entonces de Bodø con 77 pasajeros y una tripulación de cuatro. Fue desviado a Gardermoen, dónde Keč efectuó sus demandas. Él se entregó finalmente a las 21:00, siete horas después del despegue de Bardufoss, después de que algunas de sus demandas fuesen satisfechas. Fue sentenciado a cuatro años de prisión por el incidente.

## Secuestro
El vuelo 347 de SAS fue un vuelo regular doméstico desde el aeropuerto de Bardufoss vía aeropuerto de Bodø al aeropuerto de Oslo Fornebu. La facturación y embarque discurrió con normalidad, sin ningún control de seguridad. En Bardufoss, 122 personas entraron en el avión, incluyendo un importante grupo de militares que se encontraban de permiso y volvían a sus casas en el sur de Noruega. Miembros del servicio en tierra afirmaron que ningún pasajero se comportó de un modo sospechoso.
Durante la primera etapa de vuelo, a las 15:00 aproximadamente, Keč, portando un abrigo de invierno, se levantó de su asiento y se dirigió a la parte frontal del avión. Un tripulante de cabina le detuvo y tras charlar un rato, en que se aproximó otro miembro de la tripulación fue capaz de acceder a la cabina de mando. No se aportó información del secuestro a los pasajeros hasta la llegada a Bodø. El aeropuerto de Bodø fue evacuado y el avión fue estacionado en la Estación aérea principal de Bodø, dentro de la zona militar. Tras aterrizar, por orden del secuestrador, los pasajeros fueron informados de que todas las mujeres, niños menores de dieciocho y personas con más de sesenta años serían desembarcados. Después de esto, había 77 pasajeros y cuatro miembros de la tripulación a bordo. El avión partió de Bodø a las 16:00 y se dirigió al aeropuerto de Oslo Gardermoen, que fue cerrado al resto del tráfico.
Después de que el avión hubo aterrizado en Gardermoen a las 17:20, se estableció contacto entre Keč y el negociador de la policía Morten, quién también había sido el negociador en el vuelo 137 de Aeroflot, un secuestro que también había tenido lugar en el aeropuerto. Keč principalmente hablaba inglés e insistió en que se dirigieran a él simplemente como "el bosnio". Inmediatamente informó que no había herido a ningún pasajero o tripulante, y que no estaba vinculado a ninguna organización. Su demanda inicial fue relativa a que las autoridades se dirigieran al mundo para decir lo que debía ocurrir para solventar el conflicto en Bosnia. A continuación efectuó un relato de la situación y que su única intención fue la de ayudar a sus compatriotas. Durante varios minutos, la conversación versó sobre la falta de ayuda que Keč sentía que se estaba proporcionando a su país natal.
Morten solicitó que un helicóptero con suministros médicos se desplazase junto al avión, para lo que Keč dio su permiso. El contacto entre ambos se interrumpió y Morten tuvo que llamar a Keč seis veces antes de obtener respuesta. Tras quince minutos, Keč retomó de nuevo la comunicación. Solicitó hablar con alguna persona del Ministerios de Asuntos Exteriores de Noruega, y solicitó cobertura por parte de los medios del incidente. "No quiero promocionarme," dijo. "Sólo quiero efectuar una conferencia de prensa a todo el mundo y los medios, y que alguien del gobierno noruego prometa a mi y al mundo que se asegurarán de que las Naciones Unidas (ONU) en Nueva York intenten abrir todos los corredores en Bosnia para alimentar a la población y que puedan sobrevivir al invierno." Keč indicó que si sus demandas no fuesen resueltas, iría a la ONU en persona y que sus compatriotas le apoyarían. Dio a las autoridades un plazo de una hora para cumplir sus demandas antes de que se fuese volando a otro destino.

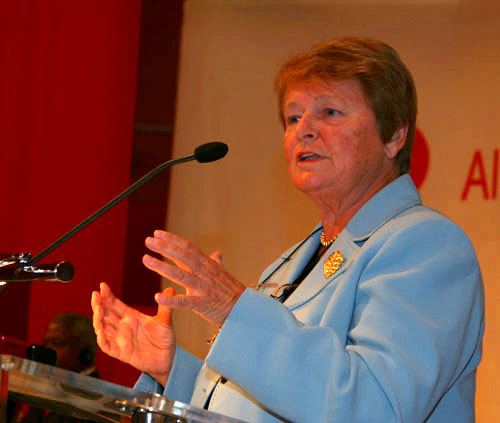
El secuestrador reclamó acciones de, entre otros, el Primer Ministro noruego Gro Harlem Brundtland para que combatiera el sufrimiento humanitario en Bosnia.

A las 19:02, Keč solicitó diez toneladas de combustible de aviación y comida para dos a tres días para ochenta personas. Tres minutos después, Morten informó a Keč que el jefe de policía había conseguido una conferencia de prensa para Keč como había solicitado y había sido anunciada y aceptada por la mayoría de periódicos y medios audiovisuales noruegos. Keč respondió que no quería al jefe de policía, si no a alguien del gobierno, como el Primer Ministro Gro Harlem Brundtland, el Ministro de Asuntos Exteriores Bjørn Tore Godal o el embajador noruego en las Naciones Unidas. Morten afirmó que no sería posible llevar al primer ministro al aeropuerto en sólo cinco minutos. Keč respondió que si no se llevaba a cabo en un tiempo razonable, volaría a otro país.
A las 20:04 afirmó que no creía en Thorvald Stoltenberg, el ministro de asuntos exteriores, el primer ministro o cualquier embajador de la ONU. Seis minutos más tarde, reclamó 25 toneladas de medicamentos para Bosnia. Tras la respuesta positiva por parte de Morten, Keč afirmó que debía dar a conocer la situación de Bosnia en los medios. Luego reclamó que Godal efectuase un discurso en el Parlamento europeo. Más tarde le fue confirmado que los medicamentos solicitados serían enviados por vía aérea a Bosnia a la mañana siguiente.
A las 20:50, Keč afirmó "deseo liberar a todos, incluso a mi mismo. Tanto los bosnios como los noruegos entenderán esto". Tras confirmar que su rendición tendría lugar a las 21:00, Keč dijo que se encontraba "tranquilo y calmado" y que intentaría rendirse sin oponer resistencia. Dirigido por el negociador, Keč se dirigió a la puerta, la abrió y fue arrestado.
Según la policía, los pasajeros se encontraban muy tranquilos, dadas las circunstancias. Keč permitió a varios pasajeros hacer uso de sus teléfonos móviles, permitiendo a uno de ellos comunicarse con la policía y mantener al Sheriff Jan Bergen al corriente de la situación. La policía antiterrorista había sido desplazada a la escena, y tenían previsto irrumpir en el avión si la situación se descontrolaba. Tras el incidente, la policía rechazó revelar si hubiesen irrumpido en el avión si Keč hubiera mantenido sus amenazas de partir a otro aeropuerto. Durante las últimas etapas del incidente, otro avión fue estacionado junto al MD-82, que la policía confirmó que jugaba un papel fundamental para la conclusión del secuestro. Todas las comunicaciones con el gobierno central fueron efectuadas con el Ministerio de Justicia de Noruega, y nunca con el ministro del Ministerio de Asuntos Exteriores. No fueron localizadas armas ni en el avión ni portadas por el secuestrador.

## Consecuencias
Haris Keč tenía en el momento del incidente 25 años. Nació en Sarajevo, entonces perteneciente a Yugoslavia y ahora circunscrita en Bosnia - Herzegovina, siendo estudiante y periodista durante su estancia en su país natal. Se desplazó a Noruega el 11 de julio de 1993, tras obtener un permiso residencial. Tras haber vivido en un centro de refugiados en Alstahaug, se mudó a su propia casa. Fue periodista voluntario de Landsforeningen Bosnia Hercegovina y había escrito varios artículos. Hasta el incidente había mantenido un historial criminal limpio. La gente le definía como "simpático" y "talentoso", y dudaban que fuese capaz de hacer daño a nadie. Un funcionario municipal de inmigración afirmó que se trataba de "una persona con iniciativa" quién anhelaba conocer la cultura Noruega y encontrar trabajo.
Keč fue encausado por tres cargos criminales: el secuestro como tal, y fraude y estafa relacionada con el intento de apropiarse de 50.000 coronas de la cuenta bancaria de un amigo. Se declaró culpable y varios testigo confirmaron la comisión del crimen. El incidente fue el segundo caso judicial en Noruega relativo a secuestro, tras el vuelo 139 de Braathens SAFE que había sido secuestrado por una persona ebria en 1985. La ley permitía una sentencia de dos a veintiún años de prisión. El 16 de junio de 1995, Keč fue sentenciado a cuatro años de prisión por la Corte de Apelación de Eidsivating. Tras recibir la sentencia, declaró a la prensa: "Lamento haber secuestrado el avión. Me disculpé con las víctimas. El secuestro de un avión era una forma completamente incorrecta de llamar la atención sobre la situación en Bosnia."